# Vaasan Palloseura
El Vaasan Palloseura (o VPS) és un club de futbol finlandès de la ciutat de Vaasa.

## Futbolistes destacats
- Tomasz Arceusz
- Rami Louke
- Tomas Nygård
- Henri Sillanpää
- Jussi Jääskeläinen
- Juha Reini
- Dean Edwards (1982-85)
- Roy Essandoh (1998-99) 25 partits 3 gols  Arxivat 2008-08-08 a Wayback Machine.

## Palmarès
- Lliga finlandesa de futbol (2):
  - 1945, 1948

- Copa de la Lliga finlandesa de futbol (2):
  - 1999, 2000